# Manuel Alcántara Sáez
Manuel Alcántara Sáez (Madrid, 13 de julio de 1952), es un politólogo español, catedrático en la Universidad de Salamanca. De inclinación latinoamericanista, ha estudiado los partidos políticos, sistemas políticos y las elites parlamentarias de la región.

## Trayectoria profesional
Manuel Alcántara Sáez se licenció en Ciencias Políticas y Sociología en la Universidad Complutense de Madrid (1976); luego en 1984, obtiene su título de doctor en Ciencias Políticas y Sociología por la misma universidad. En España fue donde empezó su trayectoria académica consolidando el estudio de América Latina. Sus principales líneas de investigación han sido los partidos políticos, elites parlamentarias, desempeño parlamentario y la profesionalización de la política, especialmente en el ámbito latinoamericano.
Catedrático de Ciencia Política y de la Administración de la Universidad de Salamanca (entre 1993 y 2022, y después profesor emérito hasta la actualidad), impulsó el desarrollo del Instituto de Estudios de Iberoamérica y Portugal (hoy Instituto de Iberoamérica) de la misma Universidad, del que fue director hasta 2007. En 1990 fundó la revista académica América Latina Hoy.También se desempeñó como vicerrector de Relaciones Internacionales y Cooperación de la Universidad de Salamanca (2007-2009). Es doctor honoris causa de la Universidad de San Martín en Argentina y de la Universidad Columbia de Paraguay, así como le ha sido concedida la Medalla de la Orden de Bernardo O'Higgins, otorgada por la presidenta chilena Michelle Bachelet.
Manuel Alcántara fue primer secretario general de la Asociación Latinoamericana de Ciencia Política (ALACIP) (2002-07). En 2022 dicha asociación le otorgó el Premio Gláucio Soares, en su primera edición, a su trayectoria académica. Es miembro Vitalicio de la Asociación Mexicana de Ciencia Política (AMECIP) y de la Asociación Colombiana de Ciencia Política (ACCPOL).
Ha colaborado con artículos en revistas europeas y latinoamericanas, como Journal Social Research asociado a The Southern Sociological Society, Revista de Estudios Políticos de Madrid, Revista de Ciencia Política de la Universidad Católica de Chile, Revista del Instituto Electoral de México, Perfiles Latinoamericanos de FLACSO México, Revista Mexicana de Sociología, Ecuador Debate, Revista Parlamentaria de San José de Costa Rica, Política y Gobierno de la Universidad de San Martín, Cuadernos Americanos, Espacios, Problèmes d´Amerique Latine, Revista Uruguaya de Ciencia Política, CIDE México, Revista de Investigación Económica y Social de Castilla y León, entre otras.
Es autor de obras como Huellas de la democracia fatigada (2024), El oficio del político (2012 y 2020), Políticos y política en América Latina (2008), ¿Instituciones o máquinas ideológicas? Origen, programa y organización de los partidos latinoamericanos (2004), Sistemas políticos de América Latina (2003 y 1999) y Gobernabilidad, crisis, y cambio (1995). Es editor y coeditor de varios libros sobre política latinoamericana.